# SQL
SQL ali strukturirani povpraševalni jezik za delo s podatkovnimi bazami (angl. Structured Query Language) je najbolj razširjen in standardiziran povpraševalni jezik za delo s podatkovnimi zbirkami, s programskimi stavki, ki posnemajo ukaze v naravnem jeziku. Določen je z ANSI/ISO SQL standardom. SQL standard se je razvijal od leta 1986 in danes obstaja več različic. Oznaka SQL-92 se navezuje na standard izdan v letu 1992, SQL:1999 se navezuje na standard izdan leta 1999, SQL:2003 se navezuje na različico iz leta 2003 in tako naprej. Izraz SQL standard uporabljamo za poimenovanje trenutne različice SQL standarda v vsakem časovnem obdobju.

## Poizvedbe
Najbolj pogosta operacija v SQL-u je poizvedba, ki se izvrši s SELECT stavkom. SELECT stavek vrne podatke iz ene ali več tabel. Standardni SELECT stavek nima nobenega vpliva na podatke v podatkovni bazi in jih ne spreminja.
Poizvedba omogoča uporabniku, da opiše strukturo željenih podatkov. DBMS je odgovoren za planiranje, optimiziranje in izvajanje fizičnih operacij, potrebnih za izpis željenega rezultata. Optimizacija SQL stavkov lahko znatno pohitri izvajanje poizvedb.
Struktura SELECT stavka:
- SELECT stavku lahko sledi znak *, ki pomeni, da se bodo izpisala vsa polja iz tabele oziroma tabel v FROM stavku. Namesto zvezdice lahko napišemo imena polj.
- FROM stavku sledijo imena tabel, iz katerih bomo vzeli podatke.
- WHERE stavek vsebuje pogoje, ki jih bo upoštevala poizvedba.
- GROUP BY projecira vrstice z istimi vrednostmi v manjšo množico vrstic.
- HAVING stavek filtrira vrstice.
- ORDER BY stavek sortira rezultat poizvedbe. Stavku ORDER BY lahko sledi eno ali več polj. Sortiranje je lahko naraščajoče (ASC) ali  padajoče (DESC).

Primer strukture SELECT stavka:
```
SELECT
 
o
.
ime
,
 
COUNT
(
*
)

FROM
 
osebe
 
o

WHERE
 
o
.
starost
 
>
 
30

GROUP
 
BY
 
o
.
ime

HAVING
 
COUNT
(
*
)
 
>
 
100

ORDER
 
BY
 
COUNT
(
*
)
 
DESC
;

```

Primer SELECT stavka bo izpisal vsa imena oseb iz krajev, kjer imajo pošto v Ljubljani. Pri tem z INNER JOIN združimo dve tabeli, osebe in kraje.
```
SELECT
 
o
.
ime

FROM
 
osebe
 
o
 
INNER
 
JOIN
 
kraji
 
k
 
ON
 
o
.
posta
=
kraji
.
id

WHERE
 
k
.
posta
 
LIKE
 
'Ljubljana'
;

```

## Manipulacija podatkov
Manipulacija podatkov (angl. Data Manipulation Language) (DML) je podmnožica SQL stavkov, ki se uporablja za dodajanje vrstic (INSERT), spreminjanje (UPDATE) podatkov ali brisanje (DELETE) vrstic.
- INSERT stavek za dodajanje vrstic v tabelo:

```
INSERT
 
INTO
 
moja_tabela

        
(
polje1
,
 
polje2
,
 
polje3
)

    
VALUES

        
(
'test'
,
 
'N'
,
 
NULL
);

```

- UPDATE stavek za spreminjanje podatkov:

```
UPDATE
 
moja_tabela

    
SET
 
polje1
=
 
'nova vrednost'

    
WHERE
 
polje2
=
 
'N'
;

```

- DELETE stavek za brisanje vrstic iz tabele:

```
DELETE
 
FROM
 
moja_tabela

    
WHERE
 
polje2
=
 
'N'
;

```

Po izvedbi INSERT, UPDATE ali DELETE SQL stavka je potrebno potrditi (COMMIT) ali razveljaviti (ROLLBACK) spremembo nad podatki.